# Pinkhos Sabsay
Pinkhos Sabsay  (Pinxos, Pyotr Vladimiroviç Sabsay ; né le 19 juin 1893 (1er juillet dans le calendrier grégorien) à Odessa, gouvernement de Kherson et mort le 25 avril 1980 à Bakou) est un sculpteur soviétique, membre à part entière de l'Académie des arts de l'URSS (1947), Peintre du peuple de la RSS d'Azerbaïdjan (1960), Peintre du peuple de l'URSS (1973), lauréat du 1er degré du prix Staline.

## Biographie
Pinkhos Sabsay est né le 19 juin (1er juillet) 1893 à Odessa (aujourd'hui en Ukraine).
Un intérêt artistique précoce incite le futur sculpteur Sabsay Pinchos fréquenter un studio de dessin gratuit à l'Odessa Art College. Ensuite il entre dans le département de sculpture en 1908. Les ressources matérielles limitées l'obligent à travailler pendant les mois d'été dans des ateliers de décoration en stuc, qui effectuent des travaux sur la décoration sculpturale des bâtiments.
En 1915, il est diplômé Collège d'Art à Odessa dans la première catégorie et est accepté hors concours au département de sculpture de l'Académie des arts de Saint-Pétersbourg dans la classe du professeur A. T. Matveev, puis - G.R.Zaleman. Cependant, en raison du déclenchement de la Première Guerre mondiale, il est bientôt appelé au service militaire.
Démobilisé en 1917, il retourne à l'atelier de sculpture de l'école d'art d'Odessa (depuis 1921 - Institut des beaux-arts d'Odessa). C'est là qu'il commencé sa carrière d'enseignant.
En 1918, P. Sabsay crée les sculptures de portrait de Lénine et le bas-relief monumental Travail. À partir de 1928 il enseigne au Collège d'art d'État Azim Azimzade. Deux ans plus tard, son monument à Mirza Fatali Akhoundov est inauguré. Il travaille sur des bas-reliefs ainsi que sur des sculptures monumentales à Bakou. En 1932, Sabsay crée un bas-relief de 22 mètres de haut Du Sport au Travail et à la Défense composé de 55 personnages, installée au Palais des Sports de Bakou. En 1933, un certain nombre de ses bas-reliefs sont placés dans le hall du théâtre des travailleurs de Bakou. En 1937, a lieu l'ouverture du monument de 12 mètres Master du Forage, que Sabsay dédie aux travailleurs du pétrole de Bakou.

## Travaux
- Pétrolier Kaverochkin
- Le peintre Sattar Bahlulzade
- Pétrolier Babayev
- L'écrivain Suleyman Rahimov
- le portrait monumental de Samed Vurgun pour l'appartement-musée, etc.

Il y a une galerie de portraits:portrait d'A. S. Pouchkine (Élégie) est l'une de ses œuvres les plus parfaites.

## Prix
- Titre honorifique du Peintre émérite de la RSS d'Azerbaïdjan - 23 avril 1940
- Prix Staline (I degré) - 1942 (pour la statue de S. Kirov à Bakou)
- Ordre Lénine - 9 juin 1959
- Titre honorifique Peintre du peuple de la RSS d'Azerbaïdjan - 24 mai 1960
- Titre honorifique d 'Peintre du peuple de l'URSS - 5 octobre 1973
- Ordre de "l'Amitié des Peuples" — 31 juillet 1978
- Bannière rouge du travail.